# یشتت
یشتت (به آلمانی: Jestädt) یک منطقهٔ مسکونی در آلمان است که در هسن واقع شده‌است. یشتت ۹۹۰ نفر جمعیت دارد.